# Mario Corso
Mario Corso (Verona, 1941. augusztus 25. – Milánó, 2020. június 20.) válogatott olasz labdarúgó, csatár, edző.

## Pályafutása

### Klubcsapatban
1957 és 1973 között az Internazionale, 1973 és 1975 között a Genoa labdarúgója volt. Az Interrel négy bajnoki címet szerzett és tagja volt az 1963–64-es  és 1964–65-ös BEK-győztes csapatnak.

### A válogatottban
1961 és 1971 között 23 alkalommal szerepelt az olasz válogatottban és négy gólt szerzett.

### Edzőként
1978 és 1982 között a Napoli ifjúsági csapatának az edzőjeként dolgozott. 1982–83-ban a Lecce, 1983–84-ben a Catanzaro vezetőedzője volt. 1984–85-ben az Internazionale ifjúsági, 1986-ban az első csapatának a szakmai munkáját irányította. 1987 és 1989 között a Mantova, 1989–90-ben a Barletta szakvezetője volt.

## Sikerei, díjai
Internazionale
- Olasz bajnokság (Serie A)
  - bajnok (4): 1962–63, 1964–65, 1965–66, 1970–71
- Bajnokcsapatok Európa-kupája (BEK)
  - győztes: 1963–64, 1964–65
  - döntős: 1966–67, 1971–72
- Interkontinentális kupa
  - győztes: 1964, 1965